# گینه نو
گینهٔ نو دومین جزیرهٔ بزرگ جهان است که مساحتی به اندازهٔ ۷۶۸٬۰۰۰ کیلومتر مربع را پوشش می‌دهد و در جنوب شرقی اقیانوس آرام 
و در قاره اقیانوسه قرار دارد.

## قسمت شرقی

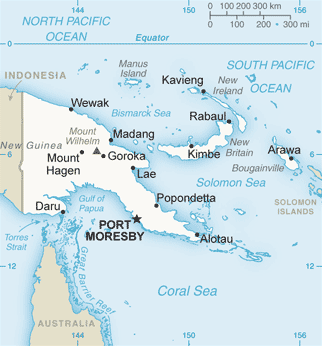
قسمت شرقی گینه نو، امروزه پاپوآ گینه نو نامیده می‌شود.

قسمت شرقی این جزیره، کشور پاپوآ گینه نو است: منطقه پاپوا گینه نو از سال ۱۹۰۶ تحت سلطه استرالیا اداره می‌شد. در فاصله سال‌های ۱۹۴۲ تا ۱۹۴۵ به اشغال ژاپن درآمد اما پس از جنگ دوباره به استرالیا پیوست.
در سده نوزدهم آلمان برای چندین دهه بر نیمه شمالی این کشور فرمان راند. این حاکمیت از سال ۱۸۸۴ آغاز شد و مستعمره آلمان در این سرزمین به عنوان گینه نو آلمان شناخته می‌شد. در سال ۱۹۱۴ و پس از شروع جنگ جهانی اول، نیروهای استرالیایی در گینه نو فرود آمده و گینه نو آلمان را در جریان یک کارزار نظامی مختصر فتح کردند. در جریان جنگ، اشغال این منطقه توسط استرالیا ادامه پیدا کرد. پس از جنگ، که آلمان و نیروهای مرکز در آن شکست خوردند، جامعه ملل به استرالیا مجوز داد تا قیمومت این منطقه را به دست بگیرد.
نیمه جنوبی کشور در سال ۱۸۸۴ به استعمار بریتانیا درآمد و گینه نو بریتانیا نامیده شد. بریتانیا در سال ۱۹۰۵ منطقه را در ناحیه همسود جدیدی که با نام استرالیا تشکیل داده بود ادغام کرد و اداره گینه نو بریتانیا به استرالیا واگذار شد. افزون بر این، از سال ۱۹۰۵ نام گینه نو بریتانیا نیز تغییر کرده و ناحیه پاپوآ نامیده شد.
جامعه ملل مستعمره گینه نو آلمان را در قیمومت استرالیا قرار داد اما پاپوآ را به عنوان قلمروی خارجی کشور همسود استرالیا به رسمیت شناخت و قانوناً مالکیت بریتانیا بر آن همچنان برقرار ماند. این تفاوت در وضعیت قانونی بدین معنی بود که تا سال ۱۹۴۹ پاپوا و گینه نو هر یک وضعیت اداری کاملاً جداگانه‌ای از یکدیگر داشتند، که البته هر دو توسط استرالیا کنترل می‌شد. این شرایط باعث پیچیدگی سازماندهی نظام قانونی کشور در دوران پس از استقلال شد.
در خلال جنگ جهانی دوم، کارزار گینه نو (۱۹۴۲ تا ۱۹۴۵) یکی از لشکرکشی‌ها و کشمکش‌های اصلی بین ژاپن و متفقین در آن زمان بود. در این نبردها در حدود ۲۱۶ هزار سرباز ژاپنی، استرالیایی و آمریکایی جان خود را از دست دادند. پس از جنگ دوم جهانی و پیروزی متفقین، دو قلمرو این ناحیه ادغام شده و نام قلمرو پاپوا و گینه نو به آن داده شد. این نام بعداً به صورت پاپوآ گینه نو درآمد.
بومیان پاپوا از سازمان ملل خواستند تا بر جریان استقلال این کشور نظارت کند. پاپوآ گینه نو در ۱۶ سپتامبر ۱۹۷۵ از استرالیا مستقل شد و به عنوان یکی از کشورهای هم‌سود درآمد. چارلز سوم را همچنان به عنوان رئیس دولت خود به رسمیت می‌شناسد. این کشور همچنان مناسبات نزدیکی به استرالیا دارد و استرالیا بزرگترین کمک‌کننده به این کشور است. پاپوآ گینه نو در ۱۰ اکتبر ۱۹۷۵ به عضویت سازمان ملل متحد درآمد.

## قسمت غربی

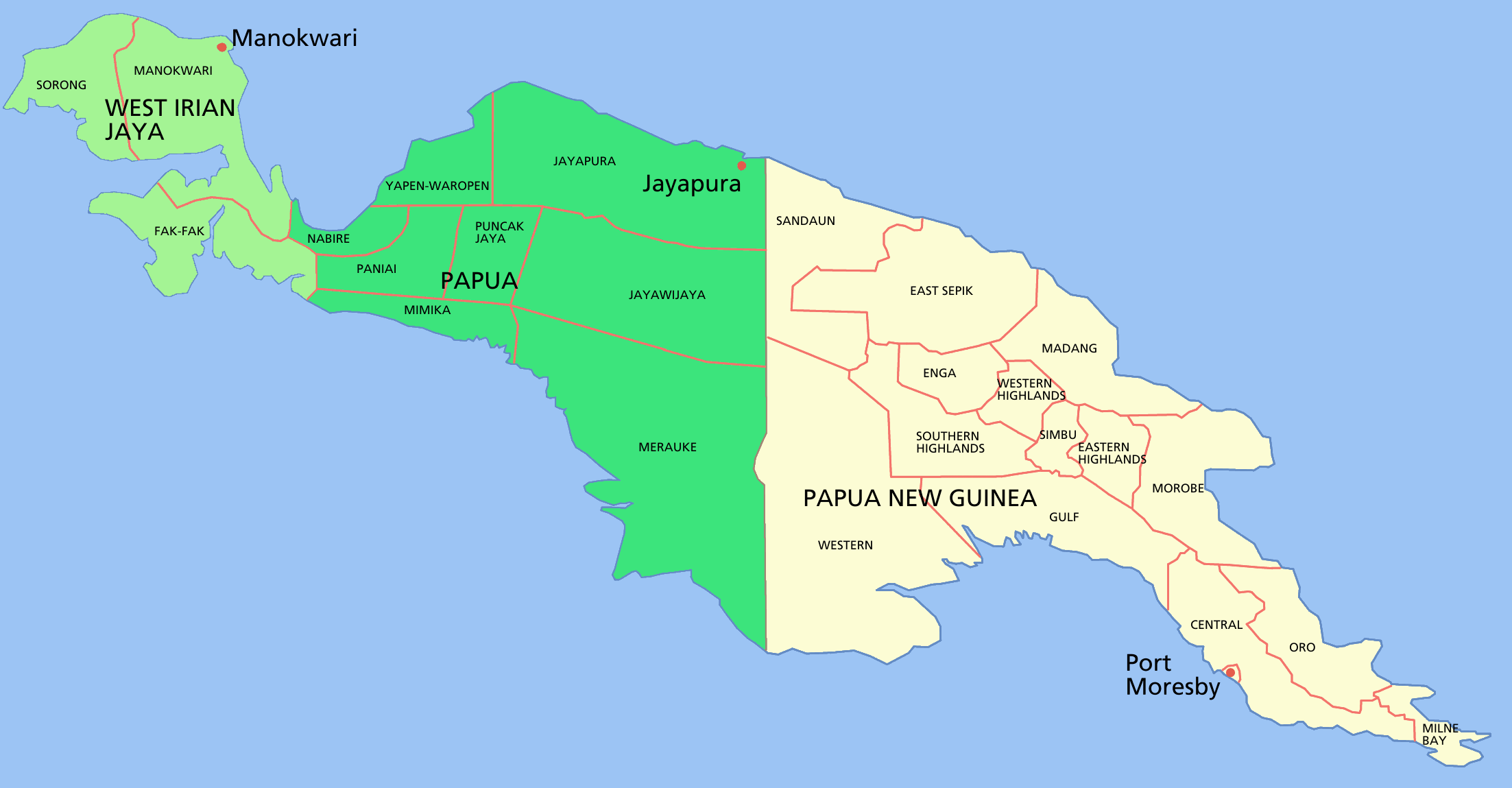
بخش غربی جزیره گینهٔ نو

- قسمت غربی آن پاپوآی غربی (منطقه) نامیده می‌شود که دو استان اندونزی پاپوآ و پاپوآی غربی (استان) را در برمی‌گیرد.